# Wytske Kenemans
Wytske Ellen Kenemans (Amsterdam, 13 januari 1980) is een Nederlandse televisie- en radiopresentatrice.

## Carrière
Kenemans werkte korte tijd als stewardess en maakte de overstap door een eigen bedrijfje te starten. Samen met haar broer Jonathan organiseerde ze dancefeesten in de Haarlemmermeer onder de naam Snoop Good. Ook deed ze promotiewerk, was fotomodel en zangeres en ging daarna werken als dj voor radio en tv.
Op televisie presenteerde ze belspelletjes als Garito, Game On, Play en SBS Games op Net5, SBS6 en Veronica. In 2005 deed ze mee met het BNN-programma AVRO's Sterrenslag en was zij te gast bij Jensen, waar ze onder andere vertelde over haar belspelletjes en haar fotoshoot voor het blad FHM.
In 2006 presenteerde Kenemans het programma "Chefs in Actie" op SBS6 waarin drie koks in het buitenland strijden om de "Kitchens of the World Award". Ook presenteerde zij het schatgraven in Zeeland voor "Pirates of the Caribbean". Sinds oktober 2006 presenteerde ze het SBS-programma Snowmagazine. Ook heeft ze in november 2006 de presentatie van het programma De Sinterklaasmusical op zich genomen.
Begin 2007 presenteerde Kenemans wekelijks het SBS-programma "Nederlanders in Ontwikkeling" waarvoor zij naar Indonesië, Oeganda en Brazilië reisde. Ook werkte ze tijdelijk voor Endemol in Buenos Aires, Argentinië.
Wytske was elke doordeweekse dag op Fresh FM te horen als sidekick van DJ Jurgen in de ochtendshow Wakeupfresh, waarvoor ze op 16 juni 2008 de Radiobitches Award kreeg uitgereikt in het Nederlands Instituut voor Beeld en Geluid te Hilversum. Soms was ze ook te horen tijdens het programma MiddenInDeNachtRick.
Ze was vanaf 2009 een van de presentatoren van Wipeout op RTL 5.
Kenemans presenteerde in 2015 het RTL 4-programma House Vision en is naast haar werk als presentatrice ook voice-over voor commercials en animatiefilms.
In 2020 startte Kenemans samen met Manuel Venderbos, Sander de Heer en Jet Sol een podcast onder de naam De Veertigers.

## Persoonlijk
Kenemans is moeder van twee kinderen.

## Discografie
Ze bracht in 2003 één single uit, Stay with me, onder de artiestennaam Rapid Decompression. Het nummer bereikte de 69e plek gedurende acht weken in de Singles Top 100. Volgens Kenemans was de artiestennaam afkomstig van explosieve decompressie, een term uit de luchtvaart waarin plots verlies van luchtdruk optreedt in de cabine van een vliegtuig.